# Veliki Skočaj
Veliki Skočaj (en cyrillique : Велики Скочај) est un village de Bosnie-Herzégovine. Il est situé sur le territoire de la ville de Bihać, dans le canton d'Una-Sana et dans la fédération de Bosnie-et-Herzégovine. Selon les premiers résultats du recensement bosnien de 2013, il compte 83 habitants.

## Démographie

### Évolution historique de la population
| 1948 | 1953 | 1961 | 1971 | 1981 | 1991 | 2013 |
| ---- | ---- | ---- | ---- | ---- | ---- | ---- |
| -    | -    | 597  | 510  | 420  | 323  | 83   |

|  |

### Communauté locale
En 1991, Veliki Skočaj faisait partie de la communauté locale de Skočaj qui comptait 412 habitants, répartis de la manière suivante :